# Annemarie Schimmel

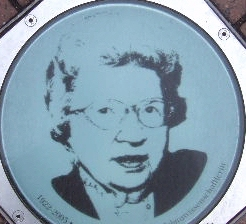
Annemarie Schimmel

Annemarie Schimmel (Erfurt, 7 aprile 1922 – 26 gennaio 2003) è stata un'orientalista e storica delle religioni tedesca.

## Gioventù
Schimmel nacque in una colta e benestante famiglia protestante della media borghesia tedesca di Erfurt. Suo padre, Paul, era un funzionario delle Poste e sua madre, Anna, veniva da una famiglia tradizionalmente impegnata nel commercio marittimo internazionale. La Schimmel ricordava il padre come "un meraviglioso compagno di gioco, ricco di buon umore", mentre di sua madre parlava di lei definendola la fanciulla che aveva sempre sognato di avere e della sua casa ricordava la ricchezza di interessi poetici e letterari, sebbene la sua famiglia non fosse in alcun modo legata all'accademia.
Ella cominciò i suoi studi universitari nell'Università di Berlino nel 1939, all'età di 17 anni. Conseguì a 19 anni la laurea in "Lingue e Civiltà islamiche". Dopo di che cominciò a lavorare per il ministero degli Esteri, pur proseguendo i suoi studi nel tempo libero. A 23 anni divenne docente di Lingua arabae di Islamistica nell'Università di Marburgo, dove conseguì una seconda laurea in Storia delle religioni nel 1954.

## Attività orientalistica
Un momento topico per la sua vita fu il 1954, quando fu nominata docente di "Storia delle religioni" nell'Università di Ankara, in Turchia. Lì trascorse cinque anni d'insegnamento, svolgendo in turco le sue lezioni e dedicandosi interamente allo studio della cultura e delle tradizioni mistiche di quel paese.
Fu membro del corpo docente dell'Università di Harvard dal 1967 al 1992 e divenne Professore Emerito di Cultura Indo-Musulmana fino al suo pensionamento. Fu anche professore onorario dell'Università di Bonn. Pubblicò più di 50 volumi sulla letteratura del mondo islamico, sul Sufismo e sulla cultura del mondo musulmano, e tradusse lavori di poesia e di letteratura in inglese e tedesco dalla lingua farsi, dall'urdu, dall'arabo, dal Sindhi e dal turco.
Per il suo lavoro sull'Islam, sul Sufismo (o Misticismo e su Muhammad Iqbal, il governo del Pakistan le concesse le principali onorificenze. Ricevette un gran numero di riconoscimenti anche da altri paesi, incluso il Leopold Lucas Prize della Facoltà Evangelisch-Theologische dell'Università di Tubinga e, nel 1995, il prestigioso Peace Prize of the German Book Trade. Tale premio provocò una controversia in Germania, dal momento che la Schimmel difese l'onorabilità del pensiero islamico contro le argomentazioni di Salman Rushdie nel corso di un'intervista televisiva.

## Vita privata
Fu per breve tempo sposata negli anni cinquanta ed ebbe un figlio.

## Opere scelte di Annemarie Schimmel
- As Through A Veil
- And Muhammad Is His Messenger: The Veneration of the Prophet in Islamic Piety
- A Dance of Sparks: Imagery of Fire in Ghalib's Poetry
- A Two-Colored Brocade: The Imagery of Persian Poetry
- Deciphering the Signs of God: A Phenomenological Approach to Islam (1991-1992 Gifford Lectures, online)
- Gabriel's Wing: Study into the Religious Ideas of Sir Muhammad Iqbal
- Mystical Dimensions of Islam
- Rumi's World : The Life and Works of the Greatest Sufi Poet
- Look! This Is Love
- The Triumphal Sun: A Study of the Works of Jalaloddinn Rumi
- Islam: An Introduction
- Islamic Calligraphy
- Make A Shield From Wisdom : Selected Verses from Nasir-i Khusraw's Divan
- Ernst Trumpp;: A brief account of his life and work
- The Mystery of Numbers
- Islam and the Wonders of Creation: The Animal Kingdom (2003)